# Jocs de la Bona Voluntat
Els Jocs de la Bona Voluntat, també coneguts com Goodwill Games, van ser una competició multiesportiva internacional creada per Ted Turner en reacció al problemes que la situació política internacional provocava al voltant dels Jocs Olímpics durant els anys vuitanta. L'any 1979, la invasió soviètica de l'Afganistan provocà que els Estats Units i d'altres països de l'òrbita occidental boicotegessin els Jocs Olímpics d'estiu de 1980 a Moscou, un acte que fou contestat amb el boicot de la Unió Soviètica i d'altres països del Bloc de l'Est (amb l'excepció de Romania) als Jocs Olímpics d'estiu de 1984 a Los Angeles.
Es van disputar cinc edicions dels Jocs d'estiu entre 1986 i 2001, i una edició més d'uns Jocs d'hivern el 2000. Els Jocs van ser cancel·lats per Time Warner, que els havia comprat el 1996, a causa de les baixes audiències de televisió en els Jocs de 2001 a Brisbane.

## Edicions dels Jocs d'estiu
| Edició | Any  | Seu                                         | Esportistes      | Països           |
| ------ | ---- | ------------------------------------------- | ---------------- | ---------------- |
| I      | 1986 | Moscou, Unió Soviètica                      | 3.000            | 79               |
| II     | 1990 | Seattle, Washington, Estats Units           | 2.300            | 54               |
| III    | 1994 | Sant Petersburg, Rússia                     | 2.000            | 59               |
| IV     | 1998 | Nova York, Estat de Nova York, Estats Units | 1.300            | 60               |
| V      | 2001 | Brisbane, Queensland, Austràlia             | 1.300            | 58               |
| VI     | 2005 | Phoenix, Arizona, Estats Units              | Jocs cancel·lats | Jocs cancel·lats |

## Edicions dels Jocs d'hivern
| Edició | Any  | Seu                                           | Esportistes      | Països           |
| ------ | ---- | --------------------------------------------- | ---------------- | ---------------- |
| I      | 2000 | Lake Placid, Estat de Nova York, Estats Units | 500              | 20               |
| II     | 2005 | Calgary, Alberta, Canadà                      | Jocs cancel·lats | Jocs cancel·lats |

## Esports
Esports d'estiu
| Esport                | 86 | 90 | 94 | 98 | 01 |  | Esport                             | 86 | 90 | 94 | 98 | 01 |
| --------------------- | -- | -- | -- | -- | -- |  | ---------------------------------- | -- | -- | -- | -- | -- |
| Atletisme             | •  | •  | •  | •  | •  |  | Patinatge artístic                 |    | •  | •  | •  | •  |
| Basquetbol            | •  | •  | •  | •  | •  |  | Patinatge de velocitat pista curta |    |    | •  |    |    |
| Beisbol               |    | •  |    |    |    |  | Pentatló modern                    | •  | •  |    |    |    |
| Boxa                  | •  | •  | •  | •  | •  |  | Piragüisme                         |    |    | •  |    |    |
| Ciclisme              | •  | •  | •  | •  | •  |  | Rem                                | •  | •  | •  |    |    |
| Futbol                |    |    | •  | •  |    |  | Salts                              | •  | •  | •  | •  | •  |
| Gimnàstica artística  | •  | •  | •  | •  | •  |  | Salvament i socorrisme             |    |    |    |    | •  |
| Gimnàstica rítmica    |    | *  |    |    | •  |  | Taekwondo                          |    |    | •  |    |    |
| Halterofília          | •  | •  | •  |    | •  |  | Tennis                             | •  |    |    |    |    |
| Handbol               | •  | •  | •  |    |    |  | Tir amb arc                        |    |    | •  |    |    |
| Hoquei gel            |    | •  |    |    |    |  | Trampolí                           |    |    |    |    | •  |
| Judo                  | •  | •  | •  |    |    |  | Triatló                            |    |    | •  | •  | •  |
| Lluita                | •  | •  | •  | •  |    |  | Vela esportiva                     | •  |    | •  |    |    |
| Motoball              | •  |    |    |    |    |  | Voleibol                           | •  | •  | •  |    |    |
| Natació               | •  | •  | •  | •  | •  |  | Voleibol platja                    |    |    | •  | •  | •  |
| Natació sincronitzada |    | •  | •  | •  |    |  | Waterpolo                          | •  | •  | •  | •  |    |

Esports d'hivern
- Acroesquí
- Bobsleigh
- Combinada nòrdica
- Esquí alpí
- Esquí de fons
- Luge
- Patinatge artístic
- Patinatge de velocitat
- Salt d'esquí
- Surf de neu
- Skeleton

1. ↑  El bàsquet masculí no es va celebrar com un esdeveniment separat el 1986 perquè el Campionat del món de bàsquet es va celebrar a Madrid al mateix temps. Els resultats del campionat del món van determinar els guanyadors dels Goodwill Games.
2. ↑  El Motoball es va celebrar només l'any 1986; el país amfitrió va poder incloure un esport de la seva elecció.